# عرسيات وأشباهها
العرسيات وأشباهها (الاسم العلمي: Musteloidea) هي فوق فصيلة من الحيوانات يتبع رتيبة كلبيات الشكل من رتبة اللواحم.

## التصنيف
- الراكونية
  - البسارسكاوات
    - البسارسك